# Walincourt-Selvigny
Walincourt-Selvigny is een gemeente in het Franse Noorderdepartement (regio Hauts-de-France) (Frans: département du Nord). De plaats maakt deel uit van het arrondissement Cambrai. De huidige gemeente ontstond op 8 oktober 1972, toen de gemeenten Selvigny bij Walincourt werd aangehecht (fusion association). Walincourt-Selvigny telde op 1 januari 2022 2.091 inwoners.

## Bezienswaardigheden
- Moulin Brunet

## Geografie
De oppervlakte van Walincourt-Selvigny bedroeg op 1 januari 2022 15,07 vierkante kilometer; de bevolkingsdichtheid was toen 138,8 inwoners per km².

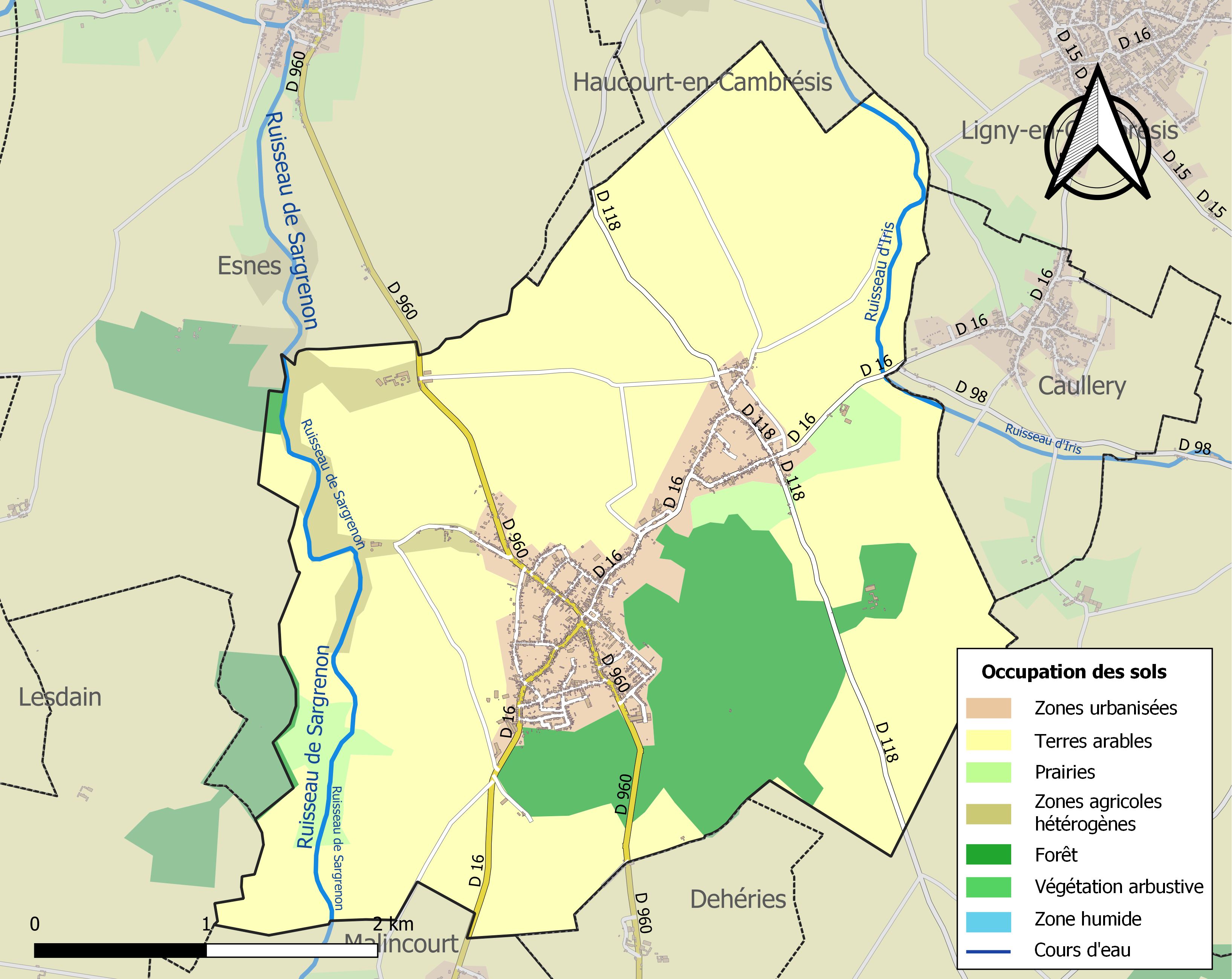
Kaart van de gemeente met belangrijkste infrastructuur, bodemgebruik en omliggende gemeenten

## Demografie
Onderstaande figuur toont het verloop van het inwonertal (bron: INSEE-tellingen).